# Ralph Waite
Ralph Waite (White Plains, 22 de junho de 1928 – Palm Desert, 13 de fevereiro de 2014) foi um ator, dublador e ativista político norte-americano. Seu papel mais conhecido foi o de John Walton, do seriado televisivo Os Waltons, da CBS, na década de 1970.
Nos últimos anos de sua vida interpretou Jackson Gibss, na série de investigação policial "NCIS: Investigações criminais", também da CBS, na qual fez sua última aparição em novembro de 2013.
Também fez participações no seriado Bones, no papel de Hank Booth, avô do agente Seeley Booth (David Boreanaz), em 2009 e 2014.

## Início da vida
Waite, o mais velho de cinco filhos, nasceu em White Plains, Nova Iorque, em 22 de junho de 1928. Ainda jovem, serviu na Marinha norte-americana entre 1946 e 1948. Em seguida graduou-se na na Bucknell University, em Lewisburg, Pensilvânia. 
Foi ordenado pastor da Igreja Presbiteriana, mas nunca se considerou um homem religioso. 
Trabalhou no serviço social, antes de ingressar na carreira artística. Um dia, acompanhando um amigo a uma aula de interpretação, Waite decidiu se tornar ator e  assim, aos 32 anos de idade, mudou de carreira.
Waite estreou na Broadway em 1960, com a peça Blues For Mister Charlie. Ao longo de oito anos, atuou em diversas montagens nos EUA e na Inglaterra. Ele estreou no cinema no final da década de 1960, em filmes como Rebeldia Indomável, O Último Verão, entre outros.

## Sucesso

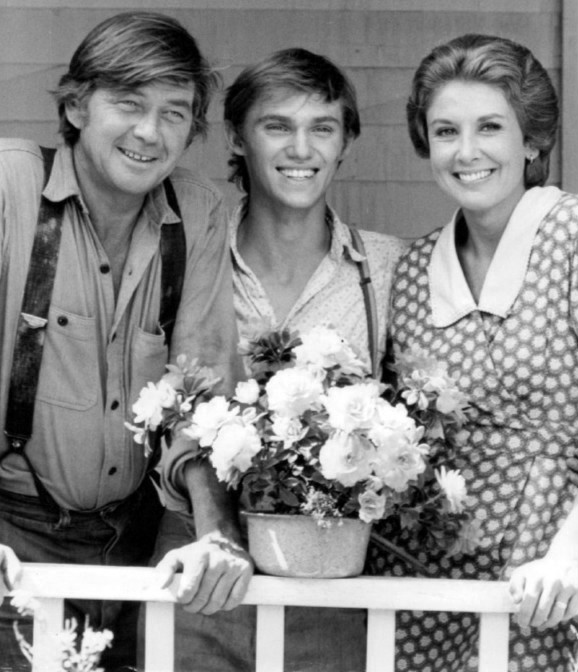
Waite (esquerda), em Os Waltons

O sucesso veio com a série televisiva Os Waltons, que narra a luta de uma numerosa família vivendo no período da Grande Depressão americana e ressalta a importância do amor e da união familiar para vencer os desafios da vida. 
A série surgiu do filme Nove Irmãos (Spencer’s Mountain), de 1963, que por sua vez era uma adaptação do livro de Earl Hammer Jr. Estrelado por Henry Fonda e Maureen O’Hara, o filme apresentava a vida da família Spencer nas montanhas, onde passavam por problemas e dificuldades. Seu sucesso fez surgir outra produção que explorou a mesma narrativa, chamada Os Pioneiros (Little House on the Prairie).
Em 1971, a história da família migrou para a televisão, com o telefilme Venha Passar o Natal Conosco Papai (The Homecoming – A Christmas Story), que conta a vida da família Walton nas montanhas da Virgínia. Estrelada por Andrew Duggan e Patricia Neal, a produção serviu de piloto para a série. A audiência deste telefilme levou a Lorimar Productions a convencer a CBS em dar continuidade às histórias da família Walto, e assim surgiu a série que durou nove temporadas, de 1972 a 1981, apresentando situações que envolviam a família e os moradores da cidade mais próxima. Waite assumiu o papel que foi de Fonda e Duggan. 
Entre 1982 e 1997, os atores voltariam a se reunir em seis telefilmes: A Wedding on Waltons’ Mountain, Mother’s Day on Walton’s Mountain, A Day for Thanks on Walton’s Mountain, A Walton Thanksgiving Reunion, A Walton Wedding e A Walton Easter.

## Vida pessoal
Ele foi casado três vezes, e teve três filhas, todas do primeiro casamento. 

## Envolvimento político
O ator concorreu sem sucesso para o Congresso na Califórnia como um Democrata, em três ocasiões, não se elegendo em nenhuma delas. 

## Morte
Ralph Waite morreu em 13 de fevereiro de 2014, em Palm Desert, Califórnia, de causas naturais.